# هاري سفيندسن
هاري سفيندسن (بالنرويجية البوكمول: Harry Svendsen)‏ (2 يناير 1895 – 20 يناير 1960) هو سبّاح نرويجي راحل، مثّل بلاده في الألعاب الأولمبية الصيفية 1912.

## روابط خارجية
هاري سفيندسن على موقع أوليمبيديا (الإنجليزية)